# Varennes-Saint-Sauveur
Varennes-Saint-Sauveur är en kommun i departementet Saône-et-Loire i regionen Bourgogne-Franche-Comté i östra Frankrike. Kommunen ligger i kantonen Cuiseaux som tillhör arrondissementet Louhans. År 2022 hade Varennes-Saint-Sauveur 1 116 invånare.

## Befolkningsutveckling
Antalet invånare i kommunen Varennes-Saint-Sauveur
| Referens: INSEE |